# Coupe de France 1935/36
Het seizoen 1935/36 was het negentiende seizoen van de Coupe de France in het voetbal. Het toernooi werd georganiseerd door de Franse voetbalbond.
Dit seizoen namen er 636 clubs aan deel (68 meer dan de record deelname in het vorige seizoen). De competitie ging in de zomer van 1935 van start en eindigde op 3 mei 1936 met de finale in het Stade Olympique Yves-du-Manoir in Colombes. De finale werd gespeeld tussen RC Paris (voor de twee keer finalist) en FCO Charleville (voor de eerste keer finalist). De zege ging voor de eerste keer naar RC Paris die FCO Charleville met 1-0 versloeg.
RC Paris was de tweede club die de dubbel (landstitel en beker) in het Franse voetbal won.

## Uitslagen

### 1/32 finale
De 1/32e finale was de vijfde ronde, inclusief de voorronde. De wedstrijden werden op 15 december 1935 gespeeld, de beslissingswedstrijden op 19 (Antibes-Nice) en 22 december.
| Winnaar               | Uitslag  | Verliezer           |
| --------------------- | -------- | ------------------- |
| RC Paris              | 5-1      | FC Lorient          |
| FCO Charleville       | 3-1      | ES Bully            |
| FC Sochaux            | 4-0      | FC Nancy            |
| Red Star Olympique    | 10-1     | EF Bergerac         |
| Olympique Lille       | 5-0      | AS Amicale Paris    |
| Excelsior Roubaix     | 9-0      | SC Sélestat         |
| SC Fives              | 0-0, 6-0 | SC Caudry           |
| AS Brest              | 3-1      | FC Bordeaux-Bouscat |
| SM Caen               | 3-0      | US Bruay            |
| AS Cannes             | 5-1      | SC Saint-Étienne    |
| AS Valenciennes-Anzin | 6-1      | US Quevilly         |
| Amiens AC             | 7-1      | ASSB Oignies        |
| Olympique Marseille   | 8-1      | FC Scionzier        |
| Stade Rennes          | 4-2      | Stade Quimper       |
| AS Saint-Étienne      | 5-2      | AS Valentigney      |
| RC Roubaix            | 3-2      | US Liévin           |

| Winnaar                     | Uitslag  | Verliezer           |
| --------------------------- | -------- | ------------------- |
| Lyon Olympique Villeurbanne | 2-0      | FC Vidauban         |
| RC Lens                     | 2-0      | UL Moyeuvre Grande  |
| CO Billancourt              | 1-0      | Lorient Sports      |
| FC Mulhouse                 | 3-0      | US Annemasse        |
| Racing Calais               | 3-0      | FC Dieppe           |
| AS Troyes-Savinienne        | 4-1      | RCFC Besançon       |
| FC Rouen                    | 12-4     | SCO Angers          |
| CA Paris                    | 6-2      | CA Lisieux          |
| Stade Français              | 5-2      | Stade Reims         |
| RC Strasbourg               | 6-1      | Olympique Dunkerque |
| SO Montpellier              | 7-3      | FC Mont-de-Marsan   |
| CS Metz                     | 2-1      | SR Colmar           |
| FC Sète                     | 5-0      | US Bédarieux        |
| FC Antibes                  | 0-0, 1-0 | OGC Nice            |
| US Boulogne                 | 4-3      | Stade Le Havre      |
| Olympique Alès              | 5-2      | SC Cogolin          |

### 1/16e finale
De wedstrijden werden op 5 januari 1936 gespeeld, de enige beslissingswedstrijden op 12 (AS Brest-CA Paris) en 16 (Olympique Marseille-FC Sète) februari.
| Winnaar            | Uitslag | Verliezer                   |
| ------------------ | ------- | --------------------------- |
| RC Paris           | 3-0     | Lyon Olympique Villeurbanne |
| FCO Charleville    | 4-2     | RC Lens                     |
| FC Sochaux         | 9-0     | CO Billancourt              |
| Red Star Olympique | 4-1     | FC Mulhouse                 |
| Olympique Lille    | 3-0     | Racing Calais               |
| Excelsior Roubaix  | 4-1     | AS Troyes-Savinienne        |
| SC Fives           | 4-1     | FC Rouen                    |
| AS Brest           | 4-0     | CA Paris                    |

| Winnaar               | Uitslag  | Verliezer      |
| --------------------- | -------- | -------------- |
| SM Caen               | 4-1      | Stade Français |
| AS Cannes             | 3-1      | RC Strasbourg  |
| AS Valenciennes-Anzin | 3-2      | SO Montpellier |
| Amiens AC             | 2-1      | CS Metz        |
| Olympique Marseille   | 1-1, 1-0 | FC Sète        |
| Stade Rennes          | 2-0      | FC Antibes     |
| AS Saint-Étienne      | 3-1      | US Boulogne    |
| RC Roubaix            | 3-2      | Olympique Alès |

### 1/8 finale
De wedstrijden werden op 2 februari 1936 gespeeld, de enige beslissingswedstrijd op 20 februari.
| Winnaar            | Uitslag     | Verliezer             |
| ------------------ | ----------- | --------------------- |
| RC Paris           | 5-1         | SM Caen               |
| FCO Charleville    | 1-0         | AS Cannes             |
| FC Sochaux         | 2-2 nv; 6-2 | US Valenciennes-Anzin |
| Red Star Olympique | 3-1         | AC Amiens             |

| Winnaar           | Uitslag | Verliezer           |
| ----------------- | ------- | ------------------- |
| Olympique Lille   | 3-1     | Olympique Marseille |
| Excelsior Roubaix | 2-0     | Stade Rennes        |
| SC Fives          | 3-1     | AS Saint-Étienne    |
| AS Brest          | 4-1     | RC Roubaix          |

### Kwartfinale
De wedstrijden werden op 1 maart 1936 gespeeld, de beslissingswedstrijden op 28 maart en 1 april (derde wedstrijd Sochaux-Fives).
| Winnaar            | Uitslag             | Verliezer         |
| ------------------ | ------------------- | ----------------- |
| RC Paris           | 2-2 nv; 3-0         | Olympique Lille   |
| FCO Charleville    | 2-0                 | Excelsior Roubaix |
| FC Sochaux         | 0-0 nv; 2-2 nv; 1-0 | SC Fives          |
| Red Star Olympique | 4-2                 | AS Brest          |

### Halve finale
De wedstrijden werden op 4 (Paris-Sochaux) en 5 (Charleville-RedStar) april 1936 gespeeld.
| Winnaar         | Uitslag | Verliezer          |
| --------------- | ------- | ------------------ |
| RC Paris        | 3-0     | FC Sochaux         |
| FCO Charleville | 2-1     | Red Star Olympique |

### Finale
De wedstrijd werd op 3 mei 1936 gespeeld in het Stade Olympique Yves-du-Manoir in Colombes voor 39.725 toeschouwers. De wedstrijd stond onder leiding van scheidsrechter Georges Capdeville.
| Winnaar          | Uitslag | Finalist        |
| ---------------- | ------- | --------------- |
| RC Paris         | 1-0     | FCO Charleville |
| Roger Couard 67' |         |                 |

1917/18 · 1918/19 · 1919/20 · 1920/21 · 1921/22 · 1922/23 · 1923/24 · 1924/25 · 1925/26 · 1926/27 · 1927/28 · 1928/29 · 1929/30 · 1930/31 · 1931/32 · 1932/33 · 1933/34 · 1934/35 · 1935/36 · 1936/37 · 1937/38 · 1938/39 · 1939/40 · 1940/41 · 1941/42 · 1942/43 · 1943/44 · 1944/45 · 1945/46 · 1946/47 · 1947/48 · 1948/49 · 1949/50 · 1950/51 · 1951/52 · 1952/53 · 1953/54 · 1954/55 · 1955/56 · 1956/57 · 1957/58 · 1958/59 · 1959/60 · 1960/61 · 1961/62 · 1962/63 · 1963/64 · 1964/65 · 1965/66 · 1966/67 · 1967/68 · 1968/69 · 1969/70 · 1970/71 · 1971/72 · 1972/73 · 1973/74 · 1974/75 · 1975/76 · 1976/77 · 1977/78 · 1978/79 · 1979/80 · 1980/81 · 1981/82 · 1982/83 · 1983/84 · 1984/85 · 1985/86 · 1986/87 · 1987/88 · 1988/89 · 1989/90 · 1990/91 · 1991/92 · 1992/93 · 1993/94 · 1994/95 · 1995/96 · 1996/97 · 1997/98 · 1998/99 · 1999/00 · 2000/01 · 2001/02 · 2002/03 · 2003/04 · 2004/05 · 2005/06 · 2006/07 · 2007/08 · 2008/09 · 2009/10 · 2010/11 · 2011/12 · 2012/13 · 2013/14 · 2014/15 · 2015/16 · 2016/17 · 2017/18 · 2018/19 · 2019/20 · 2020/21 · 
2021/22 · 2022/23 · 2023/24 · 2024/25 ·